# Andrzej Ryżyński
Andrzej Ryżyński (ur. 9 lipca 1926 w Poznaniu, zm. 4 kwietnia 2017) – polski inżynier, profesor nauk technicznych, nauczyciel akademicki i rektor Politechniki Poznańskiej, autor licznych opracowań z dziedziny konstrukcji inżynieryjnych.

## Życiorys
Urodził się 9 lipca 1926 w Poznaniu w rodzinie Kazimierza Ryżyńskiego i Antoniny.
Okres przedwojenny oraz większość okresu okupacji niemieckiej przebywał w Poznaniu. W latach 1940–1943 pracował jako laborant w Rolniczej Stacji Doświadczalnej Gleboznawstwa. W czasie okupacji, w ramach służby harcerskiej, brał udział w tajnym nauczaniu polskich dzieci, pozbawionych szkół. Na początku 1944 został wywieziony na roboty do Niemiec, gdzie do końca wojny pracował jako robotnik przy ziemnych pracach fortyfikacyjnych.

### Kariera naukowa
Po wyzwoleniu uczęszczał do Gimnazjum i Liceum im. Jana Kantego w Poznaniu, gdzie w 1947 zdał egzamin maturalny. W latach 1947–1950 studiował na Wydziale Inżynierii Lądowo-Wodnej Szkoły Inżynierskiej w Poznaniu, a w latach 1952–1954 na Wydziale Inżynierii Lądowej Politechniki Gdańskiej. W marcu 1963 uzyskał stopień doktora nauk technicznych na Wydziale Budownictwa Lądowego Politechniki Gdańskiej, a w grudniu 1965 uzyskał stopień doktora habilitowanego na Wydziale Budownictwa Lądowego Politechniki Wrocławskiej.
Jego kariera naukowa związana jest z Politechniką Poznańską, w której pracował od 1954, wspinając się na kolejne szczeble kariery: docent (1966), profesor nadzwyczajny (1973), profesor zwyczajny (1980).
W latach 1966–1970 był kierownikiem Katedry Dróg i Mostów Politechniki Poznańskiej. Po reorganizacji Uczelni w 1970 został zastępcą dyrektora Instytutu Inżynierii Lądowej. Od maja 1986 roku do września był dyrektorem tego Instytutu. W okresie od września 1977 do września 1981 był dziekanem Wydziału Lądowego, a w latach 1985–1990 był rektorem Politechniki Poznańskiej. Od roku 1970 do 1996 był kierownikiem Zakładu Budowy Mostów w Instytucie Inżynierii Lądowej.
W roku 1996 przeszedł na emeryturę.
W Politechnice Poznańskiej wypromował 13 doktorów nauk technicznych.
Był członkiem Komitetu Inżynierii Lądowej i Wodnej PAN oraz Poznańskiego Towarzystwa Przyjaciół Nauk, a także członkiem honorowym Związku Mostowców RP i Stowarzyszenia Inżynierów i Techników Komunikacji RP.

### Działalność inżynieryjna
Pracę zawodową w Budownictwie Lądowym rozpoczął w 1949 jako technik w Oddziale Inżynieryjnym ówczesnego Państwowego Przedsiębiorstwa Budowlanego, gdzie pracował do roku 1951. W latach 1952–1954 pracował jako projektant konstrukcji inżynierskich w Biurze Projektów Inwestycyjnych w Gdańsku, a w latach 1955–1962 kolejno jako projektant, weryfikator i główny konstruktor w Przedsiębiorstwie Projektowania i Budowy Zakładów Przemysłu Metalowego w Poznaniu. W latach 1976–1988 pracował na pół etatu w Poznańskim Przedsiębiorstwie Robót Drogowych.

#### Projekty i konsultacje inżynieryjne
Obok działalności naukowej i organizacyjnej na rzecz Politechniki Poznańskiej, prowadził bogatą działalność inżynierską. uprawnienia budowlane z zakresu projektowania i wykonawstwa budowlanego uzyskał w 1958, a z zakresu projektowania i wykonawstwa dróg i mostów w 1966.
Uczestniczył jako inżynier, projektant lub konsultant w takich projektach, jak np.:
- budowa infrastruktury Jeziora Maltańskiego w Poznaniu,
- budowa zbiornika wodnego i elektrowni pompowo-szczytowej Porąbka-Żar,
- budowa górskiej drogi w czeskich Karkonoszach,
- budowa autostrady A2 (odcinek Września–Koło)
- budowa trzech mostów na Warcie w Poznaniu,
- budowa mostu w Śremie,
- budowa wiaduktów w Poznaniu i Pile
- budowa sportowo-widowiskowej Hali Mistrzów we Włocławku.

Wykonał również wiele ekspertyz naukowych i opinii technicznych.
Został pochowany na Cmentarzu Junikowo w Poznaniu.

## Wybrane publikacje
Dziedziną działalności naukowej prof. Andrzeja Ryżyńskiego były konstrukcje inżynierskie, a szczególnie mosty. Jest autorem około 150 prac drukowanych, w tym trzech monografii i dwóch podręczników akademickich.
Przykładowe publikacje:
- Przenoszenie mostu nad mostem; Wydawnictwo PK 2009
- 750 lat poznańskich mostów; Wydawnictwo Politechniki Poznańskiej ISBN 83-7143-485-5.
- Mosty stalowe – współautor

## Odznaczenia i wyróżnienia
- Krzyż Kawalerski Orderu Odrodzenia Polski
- Krzyż Komandorski Orderu Odrodzenia Polski
- Medal Komisji Edukacji Narodowej
- Złota Odznaka ZNP („za udział w tajnym nauczaniu”)